# マイカ・ハミルトン
マイカ・フィリップ・ジュード・ハミルトン（英語: Micah Philippe Jude Hamilton、2003年11月13日 - ）は、イングランドとジャマイカのサッカー選手。ポジションはFW。

## クラブ歴
9歳の時に地元のマンチェスター・シティFCの下部組織に加入した。2023年9月にU-21チームでEFLトロフィーに出場した。同月にEFLカップでトップチームのベンチ入りを果たしたが出場はなかった。同年12月13日にUEFAチャンピオンズリーグ 2023-24 グループステージのツルヴェナ・ズヴェズダ戦でスターティングメンバーとして出場し選手初出場を記録すると、19分に得点をあげて選手初得点も記録した。同月にはFIFAクラブワールドカップ2023のメンバーとしてサウジアラビアにも渡った。
2024年8月9日、ミドルズブラFCに移籍した。

## 代表歴
2019年1月にU-16イングランド代表として親善試合に出場した。

## プレースタイル
本職は左ウイングであるが、マンチェスター・シティ EDSでは右ウイングやセントラルミッドフィールダー等のポジションでも起用された。

## エピソード
2017年9月23日、当時13歳の彼はマンチェスター・シティのホームゲーム、プレミアリーグのクリスタル・パレスFC戦でボールボーイを務めた。ジョゼップ・グアルディオラ監督から説明を受けているところが記録されており、後に彼が選手初出場を記録した際にも監督を務めていたために話題になった。